# Álvaro de Mendaña de Neira
Álvaro de Mendaña de Neira, psáno též Neyra (1541 či 1545? Provincie León, Španělsko – 18. října 1595 Nendo, Šalomounovy ostrovy), byl španělský mořeplavec, objevitel Šalomounových ostrovů a nové cesty v podrovníkovém Tichém oceánu.

## Popis plavby Tichým oceánem
Jako mladý muž připlul Mendaña de Neira do Peru, kde jeho strýc Lope García de Castro zastával funkci místokrále. V roce 1567 vyplul z Callaa v Peru, aby odtud našel cestu přes Tichý oceán na Filipíny, při tom měl za úkol pátrat po legendární Terra Australis (Jižní zemi) a Ofiru, odkud měl biblický král Šalomoun dovážet zlato. Při cestě objevil Mendaña část Elliceových ostrovů a počátkem roku 1568 doplul k ostrovům Guadalcanal, Malaita a San Cristóbal, které jsou dnes součástí samostatného státu Šalomounových ostrovů. Zpáteční cesta do Ameriky byla pro nepříznivé větry velmi obtížná a tak se Mendaña vydal k severu, kde objevil ostrov Wake, poté pokračoval napříč Tichým oceánem až ke Kalifornii a pak na jih zpět do Callaa. Celá cesta trvala dva roky. Všechny objevy byl Španěly utajeny a Šalomounovy ostrovy byly znovu objeveny až Francouzem Louisem Bougainvillem.

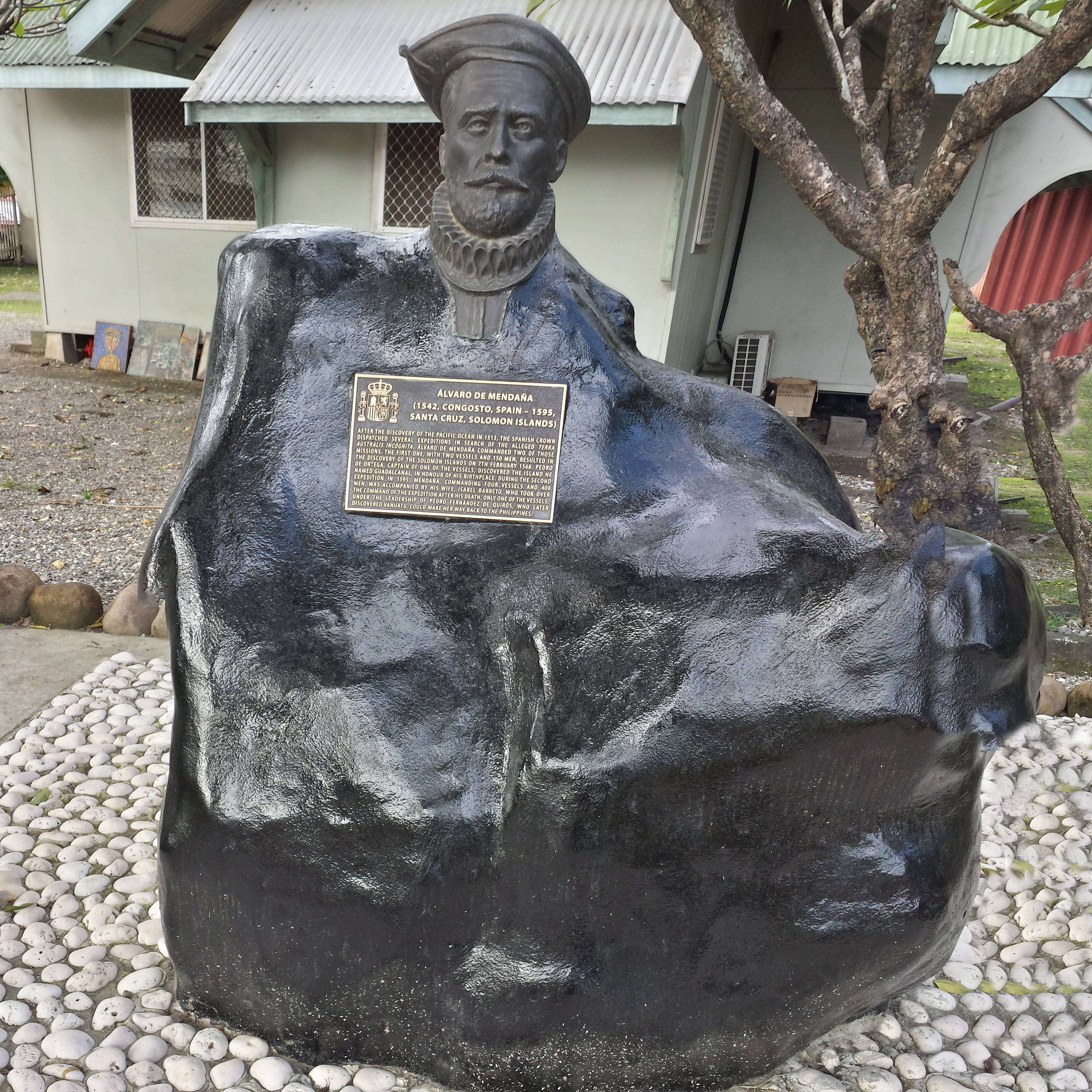
Busta mořeplavce Álvara de Mendaña de Neira u Muzea Šalomounových ostrovů v Point Cruz

O 26 let později, v roce 1595, vyplul Mendaña de Neira znovu k Šalomounovým ostrovům. Cestou objevil Markézské ostrovy, dále některé severní ostrovy Cookových ostrovů. Již téměř u cíle, na ostrově Nendo, jenž je součástí menšího souostroví Santa Cruz, si Španělé vybudovali malé sídliště. Byli však postiženi žlutou zimnicí, na kterou zemřel i Mendaña de Neira, a spolu s ním 46 dalších účastníků expedice. Mendañova manželka Isabel Barreto však byla mezi těmi, kdo přežili.
Vedení expedice po Mendañovi převzal Pedro Fernandes de Queirós, kterému se další části souostroví Šalomounových ostrovů nepodařilo opět nalézt. Dokázal však bez jakýchkoliv pomůcek šťastně doplout do tehdy rovněž španělských Filipín do zálivu současného hlavního města Manily.
Zpráva o Mendañových plavbách a objevu Šalomounových ostrovů byla zveřejněna v dvojsvazkovém díle The Discovery of Solomon Islands, které bylo vydáno v Londýně v roce 1901.